# Verbena lilloana
Verbena lilloana — вид рослин родини Вербенові (Verbenaceae), ендемік північного заходу Аргентини.

## Опис
Трава 40–60(80) см заввишки; стебла висхідні, ледве вкриті притиснутими жорсткими волосками; міжвузля 6–10(15) см завдовжки. Листки з черешками довжиною 1–1.5 мм; листові пластини 3–6 x 2–3.5 см, трикутні, 3-розділені до 3-секційних, обидві поверхні ледь укриті короткими жорсткими притиснутими волосками. Квіткові приквітки довжиною 5–6.5 мм, широко яйцюваті, розріджено запушені. Чашечка довжиною 6–8 мм, жорстко волосата, зубці довжиною до 1 мм. Віночок довжиною 10–14 мм, бузковий, запушений чи ні на зовнішній стороні.

## Поширення
Ендемік північного заходу Аргентини.
Росте на узбіччі, кам'янистих ґрунтах і схилах, між 900 і 4000 м н.р.м.